# Charles Roven
Charles Roven (2 de agosto de 1949) é um produtor cinematográfico americano, vencedor do Prêmio Globo de Ouro de Melhor Filme de Comédia ou Musical  e de Melhor Filme de Drama.

## Filmografia
- Heart Like a Wheel (1983)
- Johnny Hansome (1989)
- The Blood of Heroes (1989)
- Cadillac Man (1990)
- Final Analysis (1992)
- Angus (1995)
- 12 Monkeys (1995)
- Fallen (1998)
- City of Angels (1998)
- Three Kings (1999)
- Rollerball (2002)
- Scooby-Doo (2002)
- Bulletproof Monk (2003)
- Scooby-Doo 2: Monsters Unleashed (2004)
- Kicking & Screaming (2005)
- Batman Begins (2005)
- The Brothers Grimm (2005)
- Idlewild (2006)
- Live (2007)
- The Bank Job (2008)
- Get Smart (2008)
- Get Smart's Bruce and Lloyd: Out of Control (2008)
- The Dark Knight (2008)
- The International (2009)
- Season of the Witch (2011)
- The Dark Knight Rises (2012)
- American Hustle (2013)
- Man of Steel (2013)
- Batman v Superman: Dawn of Justice (2016)
- Suicide Squad (2016)
- Warcraft (2016)
- The Great Wall (2016)
- Wonder Woman (2017)
- Justice League (2017)
- Triple Frontier (2019)
- Scoob! (2020) (produtor executivo)
- Wonder Woman 1984 (2020)
- Zack Snyder's Justice League (2021)
- The Suicide Squad (2021)
- Uncharted (2022)
- Oppenheimer (2023)